# Carl Brandt (instrumentmakare)
Carl Brandt, född 21 september 1800, död 8 mars 1874 i Klara församling, Stockholm, var en svensk klavermakare verksam i Stockholm 1832–1868.

## Biografi
Brandt bodde från 1842 på kvarter Blåman 2 i Klara församling, Stockholm. Brandt avled 8 mars 1874 i Klara församling, Stockholm.
Brandt gifte sig 16 december 1837 med Ulrika Wilhelmina Hagman (född 1802). De fick tillsammans dottern Eleonora Wilhelmina Amalia (född 1839), Carl Wilhelm (född 1842) och Carolina Elisabeth (född 1844).
Makarna Brandt är begravda på Norra begravningsplatsen utanför Stockholm.

## Medarbetare och gesäller
- 1845 - Johan Gustaf Zander (född 1810). Han var gesäll hos Brandt.
- 1845–1846 - Carl August Tenggren (född 1826). Han var lärling hos Brandt.
- 1845 - Carl Fredrik Jäderlund (född 1823). Han var lärling hos Brandt.

## Produktion
Lista över Brandts produktion.
| År   | Produkt/Arbete | Summa           |
| ---- | -------------- | --------------- |
| 1833 | Instrument     | 700 riksdaler.  |
| 1834 | Instrument     | 700 riksdaler.  |
| 1835 | Instrument     | 800 riksdaler.  |
| 1836 | Instrument     | 1200 riksdaler. |
| 1837 | Instrument     | 1000 riksdaler. |
| 1838 | Instrument     | 1200 riksdaler. |